# Usera

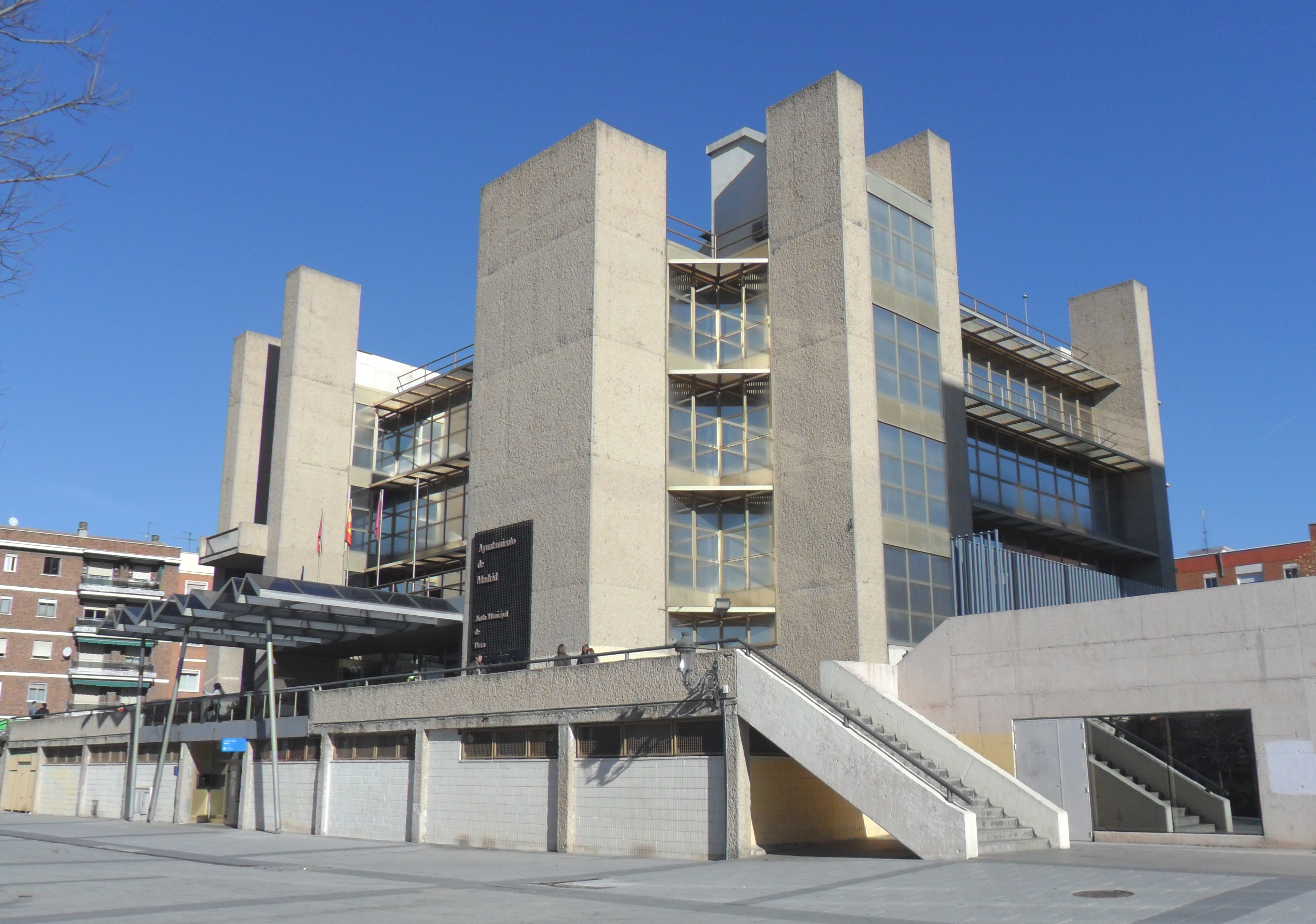
Junta Municipal d'Usera.

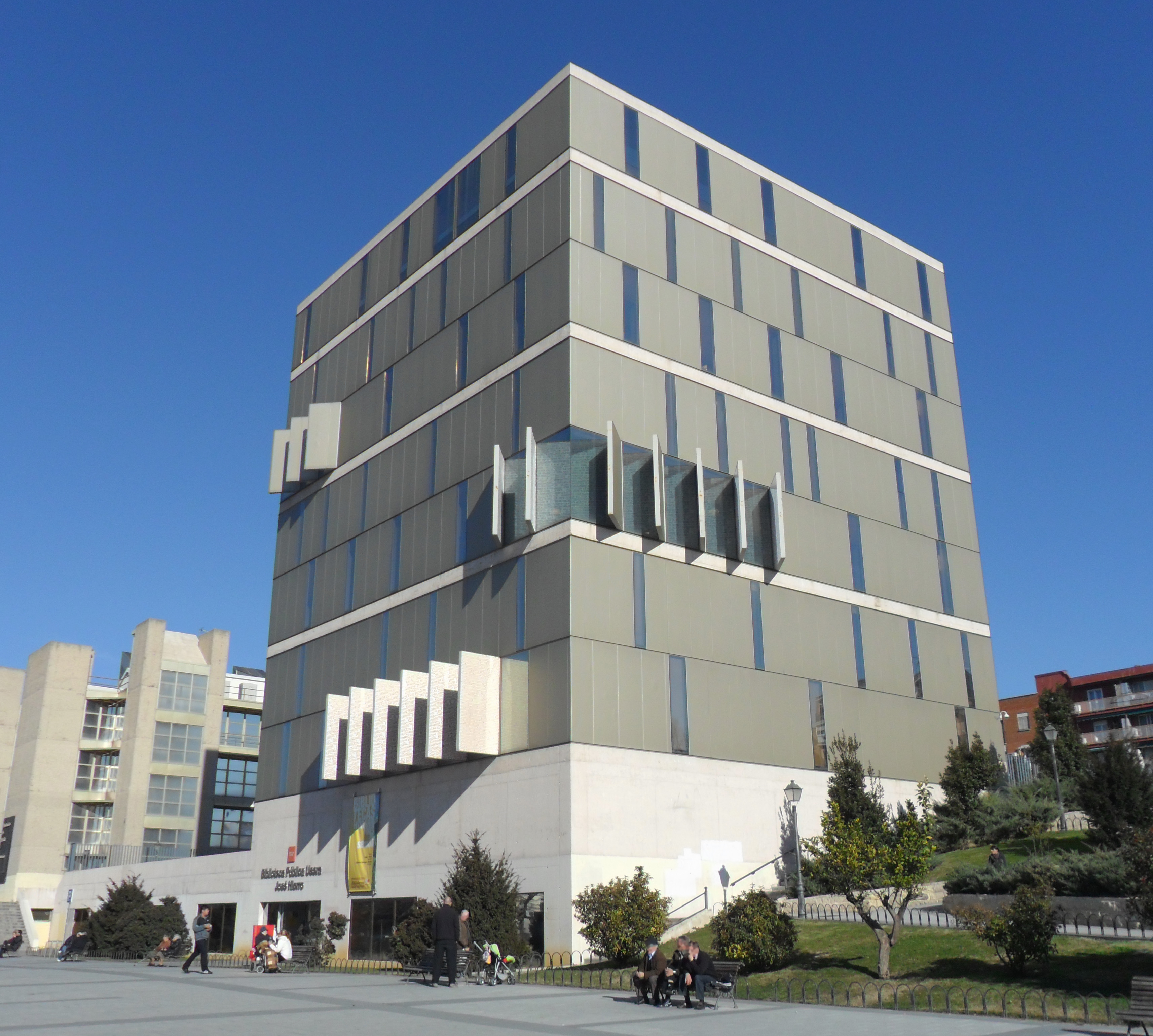
Biblioteca Pública José Hierro.

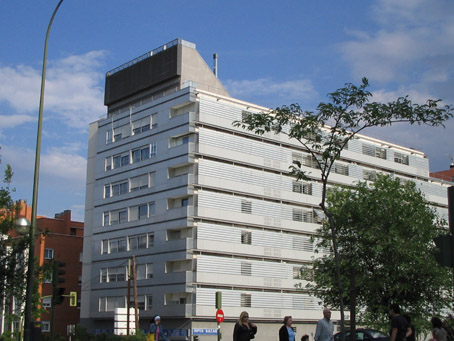
Edifici de pisos al barri de San Fermín.

Usera és un districte pertanyent a la ciutat de Madrid. Està organitzat administrativament als barris d'Orcasitas (121), Orcasur (122), San Fermín (123), Almendrales (124), Moscardó (125), Zofío (126) i Pradolongo (127). Té una extensió de 7,70 kilòmetres quadrats i una població de 141.189 habitants.

## Geografia urbana
Es troba delimitat pel riu Manzanares, el pont de Praga, el passeig de Santa María de la Cabeza, la plaça de Fernández Ladreda, la carretera A-42 (Madrid - Toledo) i la M-40.
El seu carrer principal és Marcelo Usera, situada entre la Plaça de Fernández Ladreda (coneguda popularment com a Plaça Elíptica) i la Glorieta de Cadis. Limita amb el districte de Carabanchel per l'oest i nord-oest, amb el districte d'Arganzuela i el Riu Manzanares pel nord-est, amb el districte de Puente de Vallecas a l'est i amb el districte de Villaverde al sud.

## Història
El districte va ser creat en la reestructuració municipal esdevinguda el 28 de març de 1987. Una petita part del territori d'aquest districte pertanyia als municipis de Carabanchel i Madrid abans de les annexions produïdes entre finals de la dècada dels anys 1940 i principis dels 1950. La major part del districte procedeix de terrenys que pertanyien al municipi de Villaverde abans de la seva integració dins de Madrid esdevinguda el 31 de juliol de 1954. La superfície d'Usera és de 770,28 hectàrees.
El districte pren el seu nom de la barriada d'Usera, situada al nord del districte. Aquesta barriada té el seu origen en uns terrenys situats al nord del municipi de Villaverde que pertanyien a un ric agricultor d'aquest poble: "el tío Sordillo". Una filla d'aquest agricultor va contreure matrimoni amb el coronel Marcelo Usera. Aquest militar i home de negocis va plantejar que l'edificació d'aquests terrenys seria més rendible que el seu cultiu, per la qual cosa entre 1925 i 1930 es va procedir a la seva parcel·lació i venda.
L'encarregat de la delineació i traçat dels carrers va ser l'administrador de D. Marcelo, per la qual cosa va decidir donar als carrers noms dels membres de la família Usera, així com del personal del seu servei i alguns veïns. Tals carrers són per exemple Isabelita, Amparo o Gabriel Usera.
Les festes d'Usera se celebren l'última setmana de juny i la primera de juliol.

## Govern i Administració
Tabla del govern d'Usera
| Càrrec  | Any  | Usera                        |
| Regidor | 1979 | Francisco Contreras (PSOE)   |
| Regidor | 1989 | (CDS)                        |
| Regidor | 1991 | Miguel Ángel Araujo(PP)      |
| Regidor | 1995 | Alberto López Viejo(PP)      |
| Regidor | 1999 | Carlos Izquierdo Torres (PP) |
| Regidor | 2003 | Ángel Garrido(PP)            |
| Regidor | 2004 | Jesús Moreno(PP)             |